# 南オセチア議会
南オセチア議会（みなみオセチアぎかい、オセット語: Республикæ Хуссар Ирыстоны Парламент、ロシア語: Парламент Южной Осетии）は、南オセチアの立法府である。最高会議（さいこうかいぎ）とも。

## 概要

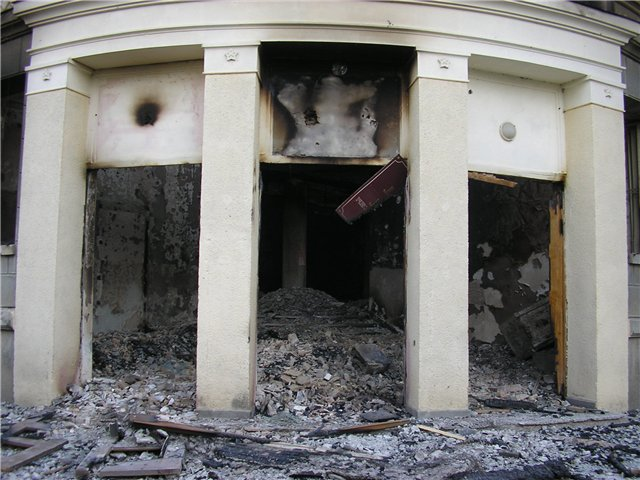
オセチア紛争で損傷した議事堂。

一院制、任期5年、定数34。小選挙区比例代表並立制で、政党名簿比例代表と小選挙区からそれぞれ17名ずつ選出される。
議事堂は1937年に建設されたが、2008年の南オセチア紛争において大きく損傷した。